# Varadarajanpettai
Varadarajanpettai là một thị xã panchayat của quận Ariyalur thuộc bang Tamil Nadu, Ấn Độ.

## Nhân khẩu
Theo điều tra dân số năm 2001 của Ấn Độ, Varadarajanpettai có dân số 8574 người. Phái nam chiếm 44% tổng số dân và phái nữ chiếm 56%. Varadarajanpettai có tỷ lệ 69% biết đọc biết viết, cao hơn tỷ lệ trung bình toàn quốc là 59,5%: tỷ lệ cho phái nam là 71%, và tỷ lệ cho phái nữ là 66%. Tại Varadarajanpettai, 12% dân số nhỏ hơn 6 tuổi.